# El Carrascal
El Carrascal – stacja metra w Madrycie, na linii 12. Znajduje się w Leganés i zlokalizowana jest pomiędzy stacjami El Bercial i Julián Besteiro. Została otwarta 11 kwietnia 2003 roku.